# Kweon Young-jun
Dans ce nom coréen, le nom de famille, Kweon, précède le nom personnel Young-jun.
Kweon Young-jun (hangeul : 권영준), né le 29 mars 1987, est un escrimeur sud-coréen, deux fois vice-champion du monde par équipes.

## Carrière
Kweon est sélectionné en équipe de Corée du Sud une première fois en 2011 et dispute les championnats du monde de Catane, sans succès. Sa participation sur le circuit de la coupe du monde est rare : ce n'est qu'à la suite du titre continental de 2012 par équipes qu'il prend régulièrement part à ces compétitions. Sa médaille d'argent en individuel aux championnats d'Asie 2013 lui permet de réaliser un bond au classement mondial (il gagne 130 places par rapport à l'année précédente).
En 2014 et 2015, il fait partie de l'équipe double médaillée d'argent aux championnats du monde, battue successivement en finale par la France et l'Ukraine. En individuel, il réalise en 2015 sa meilleure performance en atteignant les huitièmes de finale. Durant la coupe du monde 2015-2016, il se met en avant dans la course à la sélection olympique en prenant la troisième place du Grand Prix de Budapest. Il se classe ainsi dix-huitième mondial et no 2 coréen.

## Palmarès
- Championnats du monde
  -  Médaille d'argent par équipes aux championnats du monde 2014 à Kazan
  -  Médaille d'argent par équipes aux championnats du monde 2015 à Moscou

- Championnats d'Asie d'escrime
  -  Médaille d'or par équipes aux championnats d'Asie 2014 à Suwon
  -  Médaille d'or par équipes aux championnats d'Asie 2012 à Wakayama
  -  Médaille d'argent aux championnats d'Asie 2013 à Shanghai
  -  Médaille de bronze par équipes aux championnats d'Asie 2013 à Shanghai

## Classement en fin de saison
| Année | 2010 | 2011 | 2012 | 2013 | 2014 | 2015 | 2016 | 2017 | 2018 | 2019 | 2020 | 2021 |
| ----- | ---- | ---- | ---- | ---- | ---- | ---- | ---- | ---- | ---- | ---- | ---- | ---- |
| Rang  | 161  | 773  | 161  | 31   | 45   | 38   | 30   | 6    | 15   | 44   | 59   | 44   |